# Tauragė slott
Tauragė slott (litauiska: Tauragės pilis) är en 1800-talsbyggnad i Tauragė i Litauen, nära Östersjökusten. Den byggdes mellan 1844 och 1847 som tullbyggnad.

## Bilder

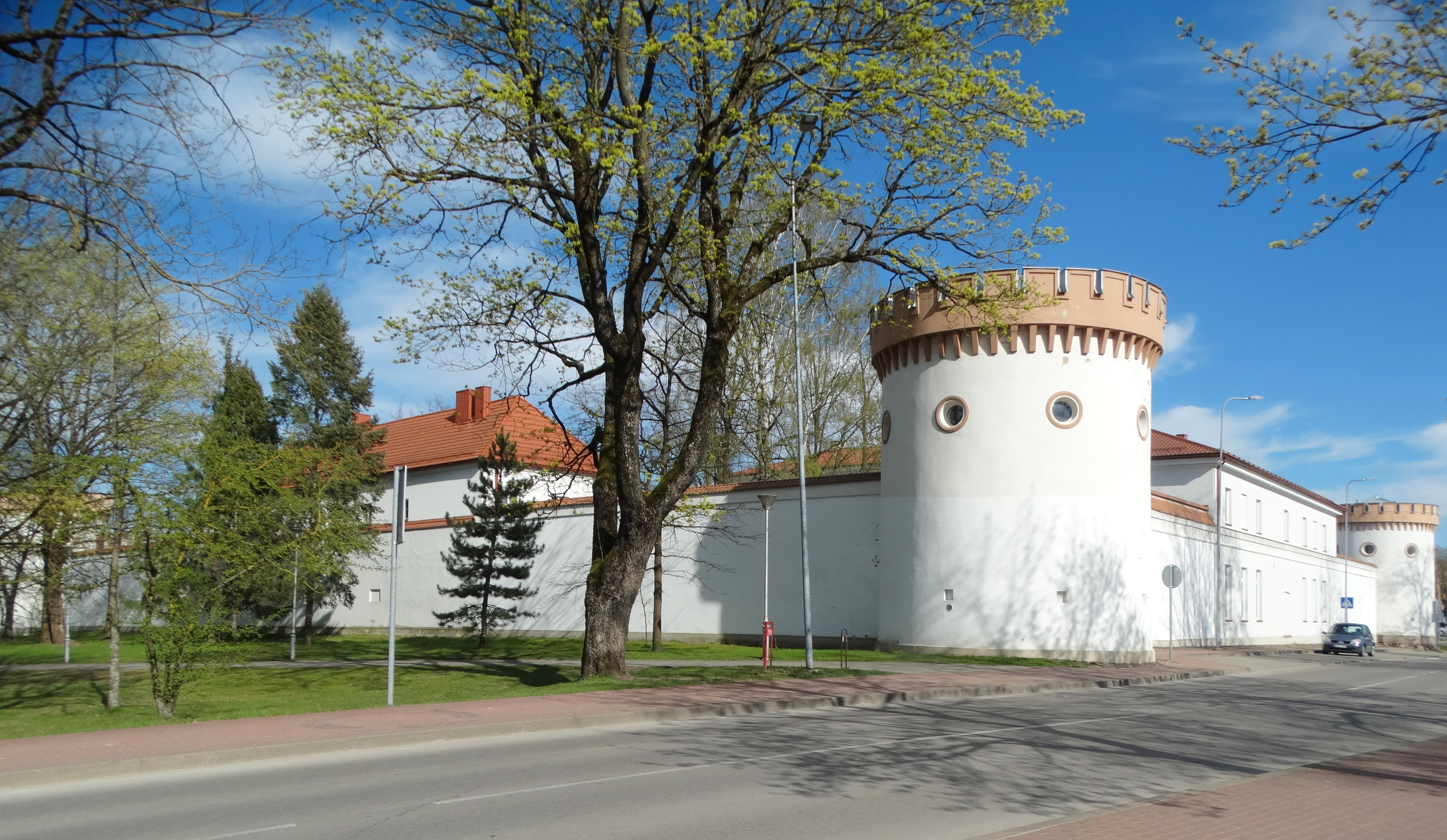
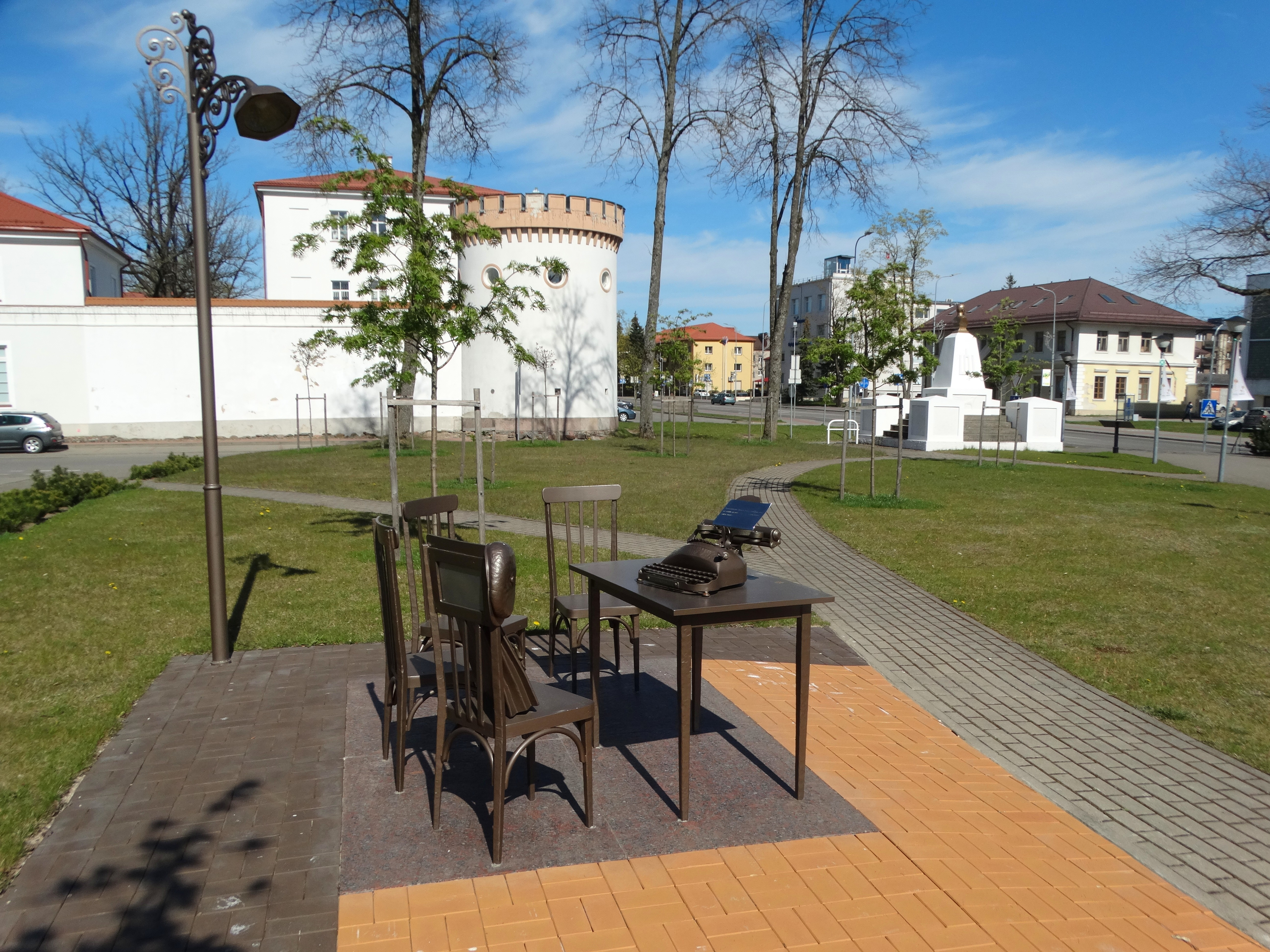
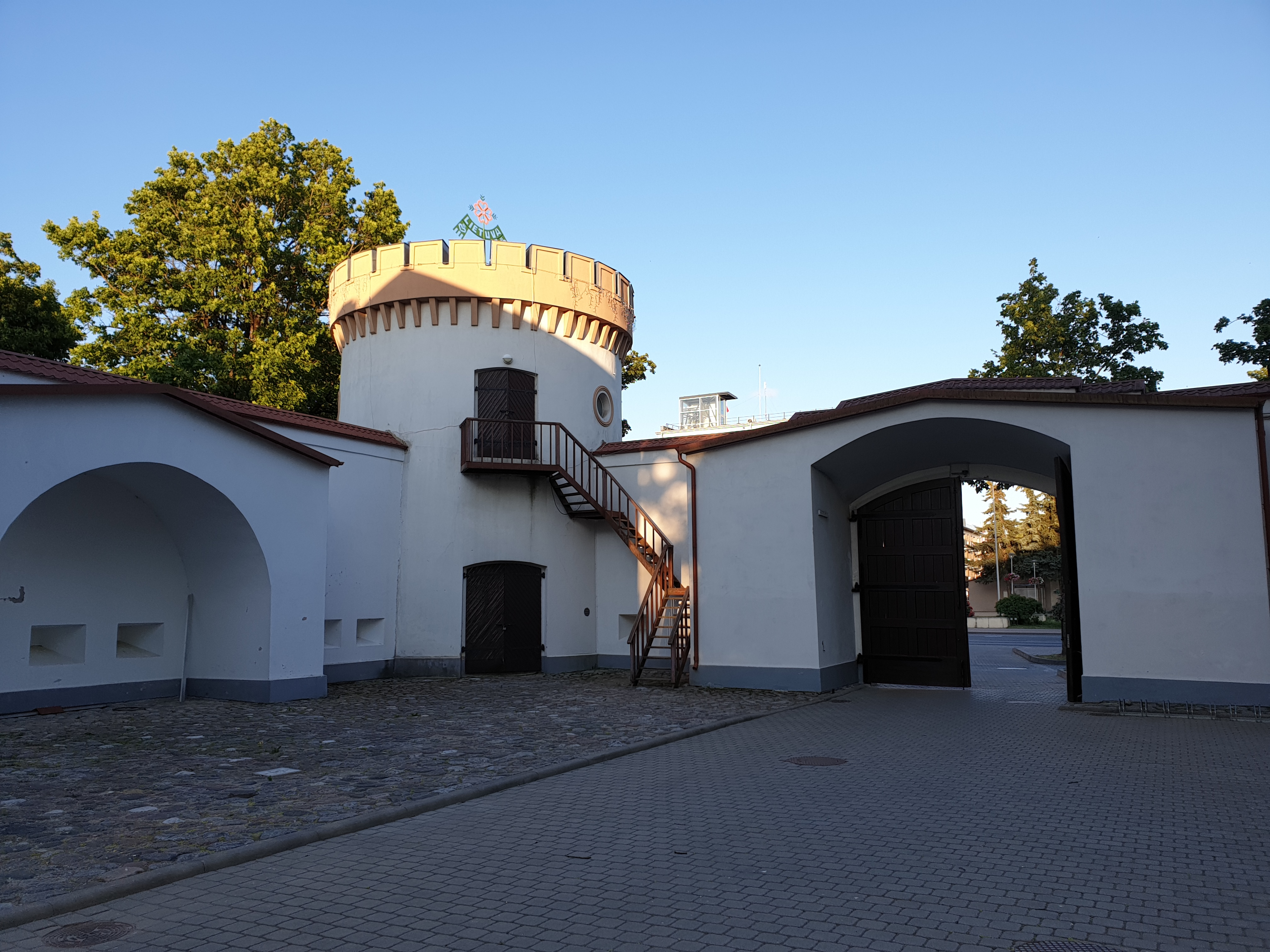